# 大同村 (山梨県)
大同村（だいどうむら）は山梨県西八代郡にあった村。現在の市川三郷町の身延線鰍沢口駅周辺および南巨摩郡富士川町駅前通・鹿島にあたる。

## 地理
- 河川：富士川

## 歴史
- 1942年（昭和17年）7月1日 - 豊和村・八之尻村・羽鹿島村が合併して発足。
- 1956年（昭和31年）9月30日 - 大字下大鳥居・八之尻および黒沢の一部が市川大門町、大字羽鹿島および黒沢の残部が南巨摩郡鰍沢町に分割編入。同日大同村廃止。
- 1958年（昭和33年）1月1日 - 市川大門町のうち旧村域の一部（黒沢の一部）が南巨摩郡鰍沢町に編入。

## 交通

### 鉄道路線
- 日本国有鉄道
  - 身延線
    - 鰍沢口駅